# San Juan Bautista Valle Nacional
San Juan Bautista Valle Nacional är en kommunhuvudort i Mexiko.   Den ligger i kommunen San Juan Bautista Valle Nacional och delstaten Oaxaca, i den sydöstra delen av landet, 400 km sydost om huvudstaden Mexico City. San Juan Bautista Valle Nacional ligger 87 meter över havet och antalet invånare är 6 701.
Terrängen runt San Juan Bautista Valle Nacional är huvudsakligen kuperad. San Juan Bautista Valle Nacional ligger nere i en dal. Runt San Juan Bautista Valle Nacional är det ganska glesbefolkat, med 47 invånare per kvadratkilometer. San Juan Bautista Valle Nacional är det största samhället i trakten. I omgivningarna runt San Juan Bautista Valle Nacional växer i huvudsak städsegrön lövskog.